# 聖馬格努斯大教堂

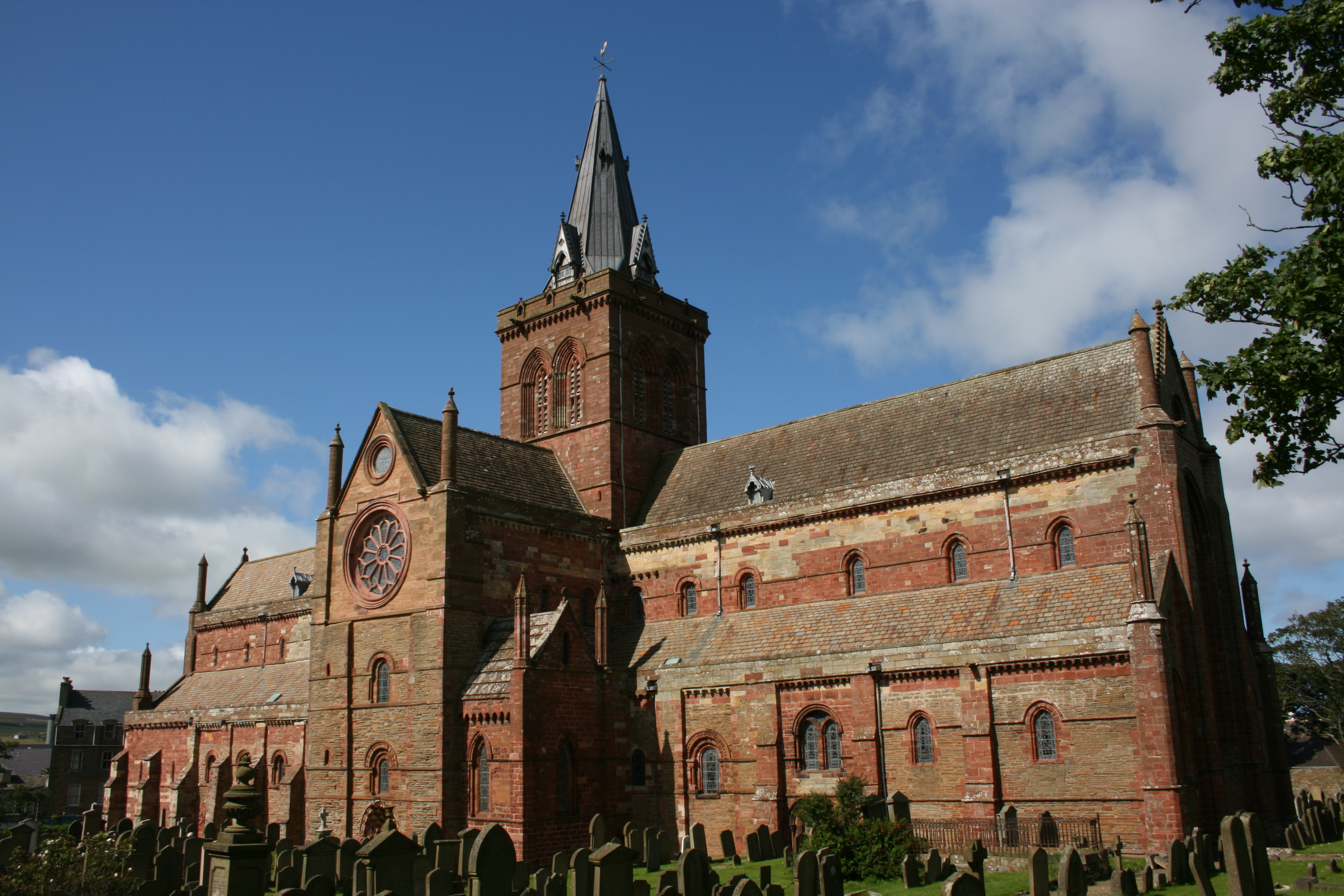
聖馬格努斯大教堂

聖馬格努斯大教堂（St. Magnus Cathedral, Kirkwall）是英國的一座羅馬式教堂，位於蘇格蘭奧克尼群島的柯克沃爾。聖馬格努斯大教堂是英倫三島位置最北的大教堂。聖馬格努斯大教堂始建於1137年。現在的聖馬格努斯大教堂則是蘇格蘭教會的堂區教堂。

## 外部連結
- St. Magnus Cathedral Website （页面存档备份，存于）
- Orkney Heritage website

58°58′56″N 2°57′32″W / 58.98222°N 2.95889°W